# Hyposmocoma corticicolor
Hyposmocoma corticicolor — вид молі. Ендемік гавайського роду Hyposmocoma.

## Поширення
Зустрічається на острові Мауї. Зразки зібрані в типовій місцевості Олінда на висоті приблизно 1200 м над рівнем моря.

## Синоніми
- Aphthonetus corticicolor (Walsingham, 1907)